# Flodaigh
Flodaigh eller Floday är en ö i Skottland i Storbritannien. Den ligger i kommunen Yttre Hebriderna.